# Gonfreville-l’Orcher
Gonfreville-l’Orcher ist eine französische Gemeinde mit 8939 Einwohnern (Stand: 1. Januar 2022) im Département Seine-Maritime in der Region Normandie. Sie gehört zum Arrondissement Le Havre und zum Kanton Le Havre-3. Die Bewohner werden Gonfrevillais und Gonfrevillaises genannt.

## Geographie
Die Gemeinde liegt in der Naturregion Pays de Caux im Ballungsraum östlich von Le Havre. Das Gemeindegebiet reicht im Süden quer über die Hafenanlagen von Le Havre bis an die Seine-Mündung heran. Nachbargemeinden sind:
- Saint-Martin-du-Manoir im Norden,
- Gainneville im Nordosten,
- Rogerville im Osten,
- Le Havre im Westen und
- Harfleur und Montivilliers im Nordwesten.

### Verkehrsanbindung
Hinsichtlich der Verkehrsanbindung nutzt die Gemeinde die Infrastruktur des Großraums von Le Havre. Außerdem durchquert der Schifffahrtskanal Canal du Havre à Tancarville das Gemeindegebiet in Ost-West-Richtung.

## Geschichte
Gonfreville-l’Orcher entstand durch die Zusammenlegung der ehemaligen Pfarreien Gonfreville und Gournay. Die Namensergänzung „l’Orcher“ stammt von alten Lehen und der zugehörigen Familie „d’Aurichier“.

### Bevölkerungsentwicklung
| Jahr      | 1962  | 1968  | 1975   | 1982   | 1990   | 1999  | 2006  | 2012  | 2020  |
| Einwohner | 8.032 | 8.636 | 10.173 | 10.345 | 10.202 | 9.938 | 9.244 | 9.153 | 9.042 |

Ab 1962 nur Einwohner mit Erstwohnsitz

## Sehenswürdigkeiten
- Die Ursprünge des Schlosses Orcher gehen auf eine Burg aus dem 11. Jahrhundert zurück, nachdem Rollo ein Landgut als Lehen einem gewissen Aurichier übertrug. Das Anwesen ging im Laufe der Jahrhunderte durch viele Hände, bis es 1735 in den Besitz von Thomas Planterose de Melmont gelangte, der es als Schloss im Stil des 18. Jahrhunderts umformte. Der große Donjon im Nordwesten und die beiden nördlichen Türme wurden dabei zusammen mit den Kurtinen entfernt. Der große Salon des Schlosses im Erdgeschoss ist seit 1976 als Monument historique klassifiziert, weitere Teile des Schlosses seit 1976 eingeschrieben.
- Das von einer bepflanzten Böschung umgebene Herrenhaus Sénitot im Ortsteil Bévilliers erscheint auf der Karte der Umgebung von Harfleur aus dem Jahr 1669. Es wird in der Liste der vom Anwesen der Familie Orcher abhängigen Bauernhöfe aus dem Jahr 1795 aufgeführt und umfasste 88 Hektar. Im Jahr 1969 blieb vom Herrenhaus nordwestlich der geschlossenen Hütte eine hölzerne Scheune übrig, während das Wohnhaus im Westen modern war. Der einzige noch erhaltene Taubenschlag liegt heute restauriert und isoliert inmitten eines Einkaufszentrums. Es ist dennoch seit 1924 als Monument historique klassifiziert.
- Die heutige Pfarrkirche Saint-Erkonwald ist ein Neubau aus dem Jahre 1865, die einen Vorgängerbau mit Ursprüngen aus dem 11. Jahrhundert ersetzte.
- Die Pfarrkirche Notre-Dame de la Consolation in Gournay wurde im 17. Jahrhundert errichtet.
- Die Arbeitersiedlung Mayville der Schneider-Werke wurde 1906–1939 in mehreren Abschnitten gebaut, um die Arbeiter und deren Familien der neuen Artilleriefabrik in Gonfreville unterzubringen.
- Ausgrabungen im Jahr 1986 ermöglichten eine Datierung des künstlich angelegten Erdhügels auf das Ende des 11. Jahrhunderts oder den Beginn des 12. Jahrhunderts; Das Fehlen einer Vorburg lässt darauf schließen, dass es sich um einen Aussichtspunkt für das Château d'Orcher in Richtung Harfleur handelt. Im Jahr 1883 erschien der Hügel als 5 Meter hoher Kegelstumpf mit einem Durchmesser von 40 Meter an der Basis; seine Resthöhe beträgt derzeit noch 2,50 Meter.
- Der Unterstand für eine 50-mm-Panzerabwehr-Kanone, Standardtyp R600, wurde 1943 von der deutschen Wehrmacht gebaut. Er sollte verhindern, dass sich Fahrzeuge von Osten her der Festung Le Havre nähern. Es handelt sich um den einzigen Bunker der Festung Le Havre, der sein ursprüngliches Artilleriegeschütz erhalten hat und über keinen Einschlagpunkt verfügt. Die Anlage ist seit 1994 als Monument historique eingeschrieben.
- Im 17. Jahrhundert wurde ein Leprosorium geschlossen, deren Kapelle bereits Ende des 16. Jahrhunderts abgerissen wurde, deren Überreste jedoch noch im Hof des Pradon sichtbar waren. Das heutige Haus des Bauernhofs verfügt noch über einen Kamin aus dem 17. Jahrhundert, wurde jedoch umgebaut. Die Nebengebäude verfügen über Mauern aus dem 17. Jahrhundert (Brotbackofen) und wurden ebenfalls zu Beginn des 19. Jahrhunderts umgebaut. Ein Reitstall wurde 1945 zerstört.
- Das Priorat Saint-Dignefort wurde 1204 von Guillaume d’Angerville gegründet und war dem Priorat Graville an einem Ort namens Port-Marie unterstellt, wo sich Ende des 12. Jahrhunderts die Kapelle Notre-Dame befand. Diese wurde im Hundertjährigen Krieg zerstört und in der zweiten Hälfte des 15. Jahrhunderts wieder aufgebaut. Sie weist Überreste aus dem 13. Jahrhundert auf. Das Kreuzrippengewölbe und eine Maueröffnung stammen aus dem 15. Jahrhundert. Ab dem 17. Jahrhundert wurde die Kapelle nicht mehr regelmäßig bedient. Im heutigen Wohnhaus, das im 19. Jahrhundert umgebaut wurde, sind noch Kamine aus dem 17. Jahrhundert erhalten. Im Jahr 1791 wurde das Priorat als Nationalgut an Mellon Decaen verkauft, der ein Haus bauen ließ.

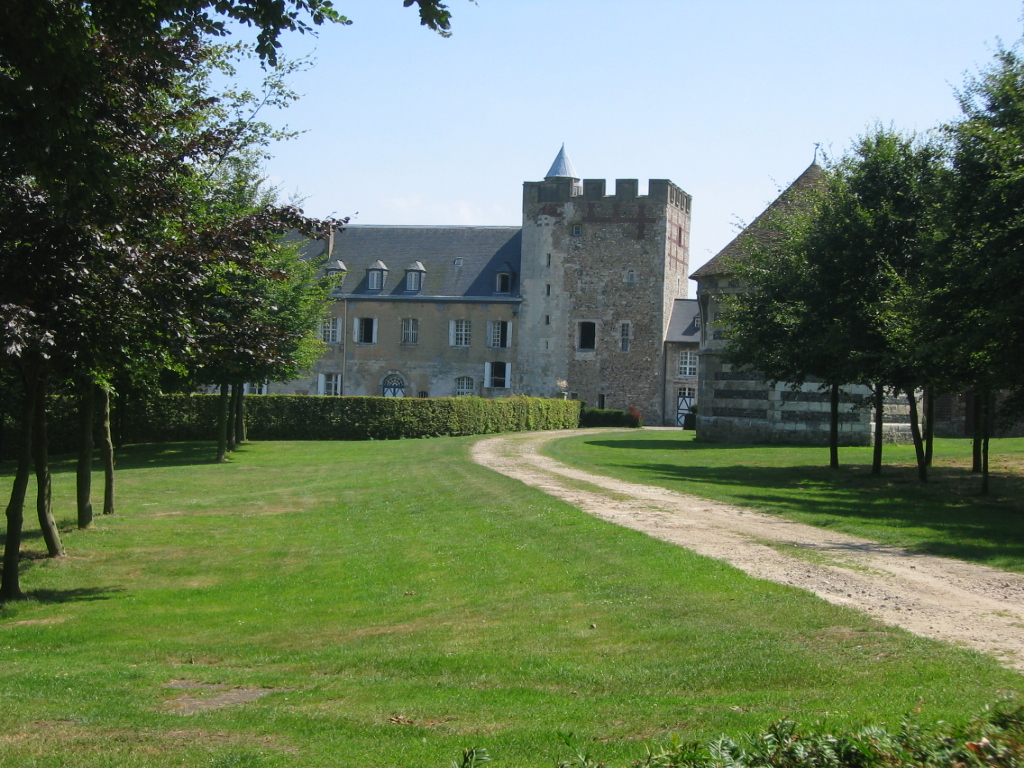
Schloss Orcher
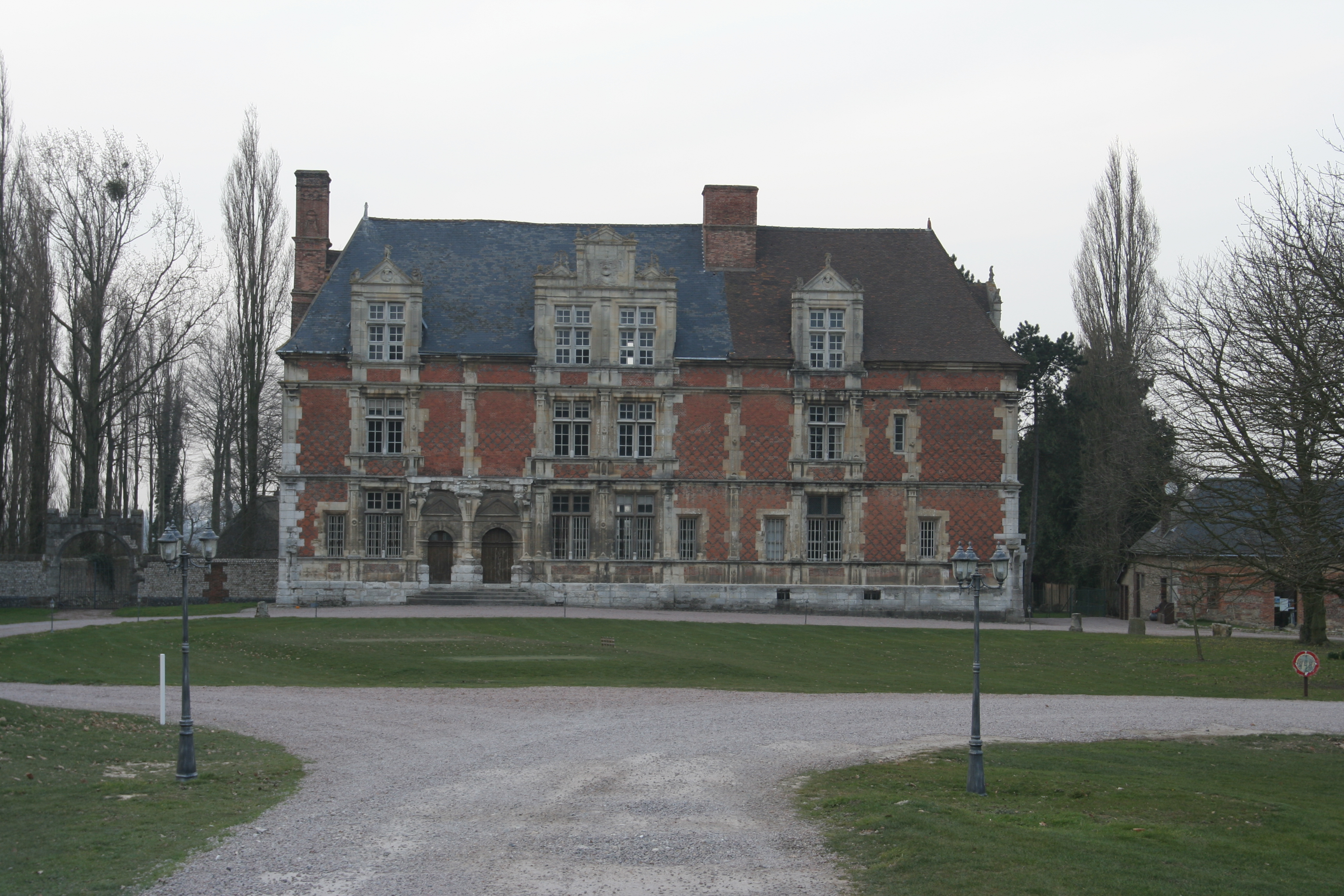
Herrenhaus Sénitot
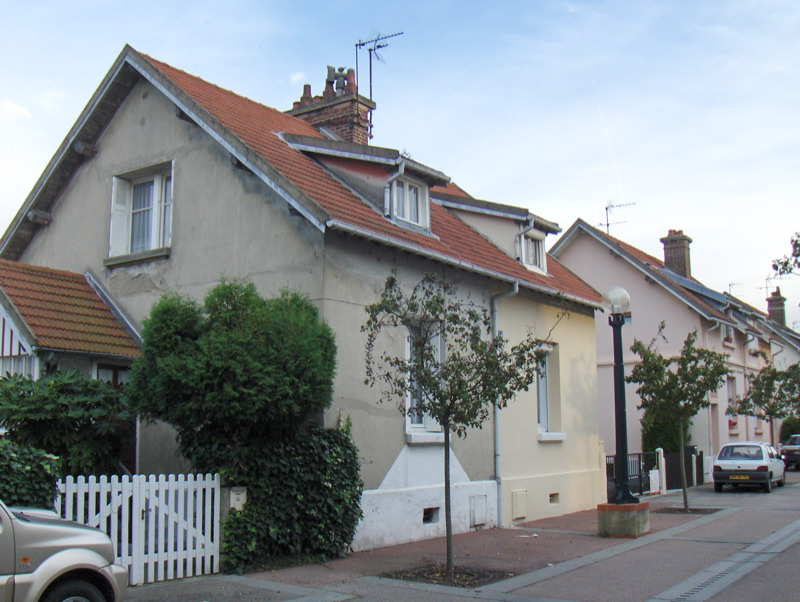
Häuser der Arbeitersiedlung Mayville

## Wirtschaft
Im Ort ist die Normandie-Raffinerie, eine der größten Erdölraffinerien des Landes angesiedelt. Auf 360 Hektar arbeiten 1100 Mitarbeiter der Normandie platform von Total. Täglich werden 350.000 Barrel verarbeitet (Stand 2012).